# 1. FC Markkleeberg
Der 1. FC Markkleeberg war ein Fußballverein aus Markkleeberg im heutigen Landkreis Leipzig. Er wurde nach der politischen Wende von 1989 am 30. Juni 1990 gegründet und wurde im Jahr 1994 wegen Insolvenz aufgelöst.

## Vorgeschichte
Zur Saison 1982/83 steigt die TSG Chemie Markkleeberg aus der Bezirksliga Leipzig in die DDR-Liga auf. Die TSG startete in der Staffel C und erreichte in der ersten Saison den sechsten Platz und war damit der beste Aufsteiger. In der zweiten Saison konnte man mit Platz 5 die beste Platzierung in der DDR-Liga erreichen. 
In der Folgezeit konnte sich die TSG Markkleeberg, welche im Jahr den Namenszusatz „Chemie“ abgelegt hat, fast immer eine Platzierung im Mittelfeld der Tabelle erreichen. In der Saison 1989/1990 platzierte sich die Mannschaft am Ende der Saison auf den 17. Platz. Obwohl die Platzierung den Abstieg bedeutet, musste die TSG trotzdem nicht absteigen.

## Geschichte

### 1990 bis 1991: Letzte Spielzeit in der DDR
Durch die wirtschaftlichen Veränderungen im Gefolge der politischen Wende von 1989 mussten sich die bisherigen Betriebsgemeinschaften nach dem bundesdeutschen Vereinsrecht neu organisieren. Die Mitglieder der Sektion Fußball der bisherigen TSG Markkleeberg gründete am 30. Juni 1990 den 1. FC Markkleeberg.
Der 1. FC Markkleeberg übernahm den Startplatz der TSG Markkleeberg in der letzten Saison der Liga und startete in der Staffel B. Im Gegensatz zur letzten Saison, in der das Team unter dem alten Namen nur den 17. Tabellenplatz belegte, konnte man in der Saison 1990/91 den 7. Platz erreichen. Großen Anteil hatte Heiko Liebers mit seinen 18 Saisontoren und damit belegte er hinter Stefan Persigehl vom FC Wismut Aue den 2. Platz in der Torschützenliste der Staffel B gemeinsam mit Olaf Schreiber vom FSV Zwickau. Durch den 7. Platz qualifizierte sich der 1. FC Markkleeberg für die Teilnahme an der neugegründeten drittklassigen Oberliga Nordost in der ersten gesamtdeutschen Spielzeit nach der friedlichen Revolution.

### 1991 bis 1994: Spielzeiten in der Oberliga Nordost
Vor der ersten Saison in der Bundesrepublik verließ Heiko Liebers, der Toptorschütze der Markkleeberger, den Verein und wechselte in den Westen zum KSV Hessen Kassel. In der Oberliga starteten die Markkleeberger in der Staffel Süd und belegten in der Premierensaison den vierten Platz. In 33 von 34 Saisonspielen hütete der spätere Bundesligaprofi und Nationalspieler Frank Rost das Tor des 1. FC Markkleeberg.
Zur neuen Saison verließ Frank Rost die Markkleeberger und wechselte zu Werder Bremen. In der Saison 1992/93 konnte sie den vierten Platz aus der Vorsaison bestätigen. Die Saison 1993/94 sollte die letzte Saison vom 1. FC Markkleeberg werden und die Mannschaft belegte den 5. Platz. Diese Platzierung hätte den 1. FC Markkleeberg für die Teilnahme an der neugegründeten drittklassigen Regionalliga qualifiziert.

### 1994: Insolvenz und Auflösung
Der 1. FC Markkleeberg häufte innerhalb von drei Jahren Schulden im Wert von 700.000 DM an. Weil die Stadt Markkleeberg die Verbindlichkeiten nicht übernehmen wollte, musste der Verein im Frühjahr 1994 Konkurs anmelden. Deswegen wurde den Markkleebergern die Teilnahme an der Regionalliga verwehrt und sie wurden als Absteiger in die Sachsenliga. In Folge der Insolvenz wurde der 1. FC Markkleeberg schließlich im Jahr 1994 ganz aufgelöst und aus den Vereinsregister gelöscht.

## Bekannte Spieler
- Heiko Liebers
- Joachim Niklasch
- Frank Rost
- Roland Sauer

## Nachfolgeverein
Im Gegensatz zur ersten Mannschaft, welche sich insgesamt auflöste, wurde für die Jugendmannschaften ein neuer Verein unter dem Namen Kickers 94 Markkleeberg gegründet und die Jugendmannschaften konnten dadurch in ihren bisherigen Ligen weiterspielen. Die Kickers stellten zudem eine Männermannschaft zusammen. Diese startete in der Saison 1994/95 in der 1. Kreisklasse Leipzig.